# Sydney Samuelson
Sir Sydney H. Wylie Samuelson CBE (Londres, 7 de diciembre de 1925-Ib., 14 de diciembre de 2022) fue un director de cine y director de fotografía británico. Fue designado en 1991 por el gobierno del Reino Unido como el primer Comisionado de Cine Británico.

## Primeros años
Sydney Wylie Samuelson nació en Paddington, Londres, hijo de George Berthold Samuelson, un pionero del cine de la era del cine mudo, y Marjorie Emma Elizabeth Vint. Fue educado en la Escuela del Consejo de Irene Avenue en Lancing, West Sussex.

## Carrera profesional
Samuelson comenzó su carrera como rebobinador en el cine Luxor en Lancing, West Sussex . Después de trabajar en varios cines en Midlands como operador de relevo para el circuito ABC, consiguió un trabajo como editor de cine en prácticas con Gaumont British, que entonces estaba en Lime Grove en Londres.
Después de servir en la Royal Air Force de 1943 a 1947, consiguió un trabajo como aprendiz de camarógrafo en la Colonial Film Unit. Luego pasó a trabajar para Rayant Pictures, para quien filmó la Coronación de Isabel II en 1953. En 1954, creó Samuelson Film Service, alquilando equipos de filmación. Luego se convirtió en el primer Comisionado de Cine Británico y permaneció en el cargo durante seis años. Fue elegido presidente del consejo de administración de BAFTA en 1976 y fideicomisario permanente.
En 1985 recibió el premio Michael Balcon y en 1993 una beca de BAFTA, el máximo honor de la Academia. En 1995, recibió el título de caballero de Carlos, Príncipe de Gales, otorgado por la Reina Isabel II por sus servicios a la Comisión Británica de Cine.
Samuelson escribió el prólogo que aparece en el libro In Conversation with Cinematographers de David A. Ellis, publicado por la editorial estadounidense Rowman & Littlefield. Fue el primer presidente del Festival de Cine Judío del Reino Unido. Permaneció en el cargo hasta 2005 y, a partir de 2010, Patrono Honorario Vitalicio de UKJFF.

## Vida personal y muerte
Samuelson murió en su casa el 14 de diciembre de 2022, a la edad de 97 años.